# Флаг Предгорного муниципального округа
Флаг Предгорного муниципального округа Ставропольского края Российской Федерации — опознавательно-правовой знак, служащий одним из официальных символов муниципального образования.
Первоначально был утверждён 22 декабря 2017 года как флаг Предгорного муниципального района и внесён в Государственный геральдический регистр РФ с присвоением регистрационного номера 12488.
Переутверждён 26 февраля 2021 года как флаг Предгорного муниципального округа.

## Описание и обоснование символики
Флаг составлен на основании герба Предгорного муниципального округа и отражает исторические, культурные, социально-экономические, национальные и иные местные традиции.
Описание флага гласит:

Флаг представляет собой прямоугольное полотнище с соотношением сторон 2:3, воспроизводящее композицию герба в красном, белом и синем цветах.— Решение Думы Предгорного муниципального округа от 26 февраля 2021 г. № 17
Предгорный муниципальный округ имеет уникальное географическое положение, так как находится в предгорьях Кавказских гор. Он входит в состав эколого-курортного региона Кавказские Минеральные Воды и является надёжным «продовольственным цехом городов-курортов».
Горная гряда аллегорически показывает расположение округа в предгорьях Кавказских гор. Терское казачье войско отражено двумя казачьими шашками в ножнах, что говорит о миролюбии, мужестве и отваге казаков, проживающих на территории округа. Золотые пшеничные колосья символизируют не только аграрную хозяйственную ориентацию округа и урожай, но и единство муниципального образования.
Символика цветов флага:
- Лазурь (синий цвет верхней части полотнища) символизирует красоту, величие, развитие, движение вперёд, надежду, мечту, а также водные богатства округа.
- Серебро (белый цвет горной гряды) символизирует благородство, высокий нравственный и интеллектуальный потенциал, чистоту и правдивость.
- Червлень (красный цвет нижней части полотнища) символизирует труд, мужество, жизненную силу, отвагу и дань уважения предкам.
- Золото (жёлтый цвет колосьев) символизирует знатность, могущество и богатство, а также христианские добродетели: веру, справедливость, милосердие и смирение. Кроме того, золото, подобно солнцу, не изменяется, не поддаётся воздействию извне, оно является символом вечности. Так оно олицетворяет фундаментальное прошлое, стабильное настоящее и перспективное будущее округа.

## История

### Первый флаг
Первый флаг Предгорного района представлял собой синее полотнище с белым крестом, в середине которого был помещён герб района (утверждён 15 октября 1997 года): «в центре лазоревого щита — золотой орёл, терзающий змею и обращённый вправо; во главе щита серебряная гора с тремя вершинами, та, что в центре, большего размера; в основании щита серебряные скрещённые казачьи шашки; по бокам щита червлёные столбы, обременённые золотыми стилизованными колосьями».
Белый силуэт горы ассоциировался с названием района и его географическим положением. Золотой орёл трактовался как символ Кавказских Минеральных Вод. Серебряные шашки олицетворяли казачество. Золотые колосья указывали на сельскохозяйственную ориентацию района. Лазурь (синий цвет) символизировала одновременно и «плодородие земель предгорья, и чистый напоённый здоровьем воздух, и целебные источники минеральных вод».

### Проект 2016 года
В 2015 году геральдическая комиссия при губернаторе Ставропольского края рекомендовала руководству Предгорного района привести герб 1997 года в соответствие геральдическим правилам (для того чтобы его можно было официально зарегистрировать в Геральдическом совете при Президенте РФ), а также разработать его на основе новый флаг. Комиссия поручила администрации муниципального образования до конца 2016 года представить на рассмотрение разработанные проекты герба и флага.
Выполняя поручение краевой геральдической комиссии районные власти решили не корректировать прежнюю символику, а создать новую (при участии Ставропольского краевого училища дизайна). Итогом этой работы стал проект герба следующего содержания: «В пересечённом червлёно-лазоревом поле щита серебряные горы, внутри которых по центру две белые казачьи шашки, скрещённые остриями вниз, и золотые колосья с пятнадцатью зёрнами». На его основе был разработан проект флага района.
В декабре 2016 года описанная выше символика была рассмотрена геральдической комиссией при губернаторе Ставропольского края. Изучив проекты, комиссия приняла решение направить их на доработку. В связи с тем, что герб имел геральдические нарушения, которые повторялись на флаге, последний потребовалось также переработать с учётом герба. Администрации Предгорного района было рекомендовано продолжить в 2017 году «работу по исправлению выявленных геральдических нарушений в представленной символике, доработать её в соответствии с правилами геральдики» и составить «правильное описание герба и флага».

### Флаг 2017 года
22 декабря 2017 года Совет Предгорного муниципального района утвердил новые герб и флаг района. Откорректированная символика, к доработке которой был привлечён профессиональный художник-геральдист Сергей Евгеньевич Майоров, имела «ту же концепцию и зрительный образ», что и символика 1997 года, не прошедшая утверждение в краевой геральдической комиссии. Флаг представлял собой прямоугольное полотнище, воспроизводившее композицию герба муниципального района в красном, белом и синем цветах.
На заседании 28 июня 2018 года геральдическая комиссия при Губернаторе Ставропольского края одобрила принятый районом флаг и рекомендовала направить его на рассмотрение Геральдического совета при Президенте РФ. После положительного заключения государственной Герольдии флаг Предгорного муниципального района был внесён в Государственный геральдический регистр по номером 12488.
16 марта 2020 года муниципальные образования Предгорного района были объединены в Предгорный муниципальный округ.
Решением Думы Предгорного муниципального округа от 26 февраля 2021 года № 17 округ определён правопреемником герба и флага Предгорного муниципального района, утверждённых 22 декабря 2017 года.